# Марк Клавдий Марцел (Юлиево-Клавдиева династия)
Вижте пояснителната страница за други личности с името Марк Клавдий Марцел.
Марк Клавдий Марцел (на латински: Marcus Claudius Marcellus) (42 пр.н.е. – 23 пр.н.е.) е племенник на император Октавиан Август, син на сестра му Октавия Младша и Гай Клавдий Марцел.
През 21 пр.н.е. се жени за дъщерята на Октавиан, Юлия Старша, но две години по-късно умира.
На него Октавиан посвещава римския театър, изграден от него, т.нар. Театър на Марцел.
Баща на Марк Клавдий е Гай Клавдий Марцел, консул от 50 пр.н.е., син на претора от 80 пр.н.е., със същото име и някоя си Юния. 
Когато Август се разболява тежко, той, въпреки очакванията, предава делата си на Агрипа, а не на Марцел. Това влошава отношенията между Агрипа и Марцел. Август, обаче, оздравява, а Марцел се разболява и въпреки че е лекуван от лекаря на Октавиан – Антоний Муса, болестта се оказва смъртоносна за него. Марцел е погребан в Мавзолея на Август. Октавия построява в негова чест библиотека, а Октавиан посвещава на него римския театър, изграден от него, т.нар. Театър на Марцел .